# Кристіан III
Кристіан III (лат. Christianus ІІІ; 12 серпня 1503 — 1 січня 1559) — король Данії (1534—1559) і Норвегії (1537—1559). Герцог Гольштейнський і Шлезвізький (1523—1533). Представник німецького Ольденбурзького дому. Син данського короля Фредеріка I і бранденбурзької принцеси Анни. Батько данського короля Фредеріка II і лівонського короля Магнуса. Під час Реформації перейшов із католицтва у лютеранство, заснував протестантську Данську церкву (1536). Сприяв перекладу Біблії данською мовою (1550).

## Імена
- Христия́н (лат. Christianus ІІІ), або Крістіа́н III (дан. Christian III, стара орфографія: Christiann; норв. Christian III, Christiern III) — з порядковим номером правителя.
- Кристіа́н III Да́нський (дан. Christian III af Danmark, норв. Christian III av Danmark) — за назвою Данського королівства.
- Кристіа́н III Норве́зький (дан. Christian III af Norge, норв. Christian III av Norge) — за назвою Норвезького королівства.

## Біографія

### Молоді роки
Був сином Фредеріка I, короля Данії та Норвегії, та Ганна Гогенцолерн. Народився у Готорпі (Гольштейн). після того, як у 1523 році його батька обрано новим королем замість Кристіана II він стає кронпринцом та герцогом Гольштейнським у 1526 році.
Для зміцнення своїх позицій у 1529 році Фредерік I призначив Кристіана віце-королем Норвегії. З одного боку королю потрібна була вірна людина у цій країні, щоб протидіяти спробам заколоту або сепаратизму, з іншого він бажав прилучати молодого Кристіана до державних справ.
Тоді ж Кристіан ознайомився з думками та ідеями Мартина Лютера, поступово став активним прихильником лютеранства.

### Боротьба за владу
Після смерті Фредеріка I Кристіан не відразу зміг зайняти трон Данії. Владу у країні захопила Державна рада, що складалася з католицьких єпископів та аристократів. Їм не подобалися лютеранські настрої Кристіана, який на той момент знаходився у Гольштейні. Проте для початку регентом королівства призначили Хрістофера Ольденбурзького, кузена Кристіана.
Спочатку Ганза запропонувала Кристіану Гольштейнському допомогу в отриманні данського трону, але той відмовився. Тоді очільник Любека, головного міста ганзейського союзу, Юрген Вулленвебер уклав угоди з Державною радою, містами Копенгаген та Мальме щодо відновлення на троні Кристіана II. На бік повстанців перейшли усі данські острови, провінція Сконе. На бік Любека перейшов навіть данський флот. Водночас почалося селянське повстання на користь Кристіана II на чолі із Скіпером Клементом у північній Ютландії. Цього складного часу Кристіан Гольштейнський міг спиратися на гольштейнські загони. Але у 1534 році у місті Ріє (східна Ютландія) його оголосили королем Кристіаном III.
За цих обставин новий король був змушений здолати селянське повстання та протидіяти Любеку. Спочатку Кристіан III почав війну з селянами. Тільки у 1535 році він зумів завдати повстанцям остаточної поразки та захопити їхнє основне місто Ольборг. Водночас сам Кристіан III поступово відвоював данські острови та незабаром мав намір взяти в облогу Копенгаген. Наприкінці 1534 року граф Юхан Ранцау розпочав військові дії проти Любека на суходолі. Він взяв місто в облогу, під час якої зумів знищити потужну плавучу батарею «Айзергир Хайнріх». Голова Любеку Юрген Вуленвебер повинен був терміново повертатися до міста, щоб врятувати його. Тільки після викупу Ранцау відступив від Любека. З цього моменту вплив Ганзи у Данії значно поменшав.
Разом з тим Кристіан III продовжував боротьбу з повсталими магнатами та єпископами. У липні 1535 року королівські війська нанесли повстанцям поразку при Оксенб'єрзі на острові Фюн. Того ж року король Данії уклав угоду з королем Швеції Густавом I. Тоді ж вони захопили фортецю Ельсінборг в Сконе. Після цього об'єднанні флотилії Данії, Швеції та Пруссії 14 червня 1535 року завдали нищівної поразки ганзейському флоту біля Ассенса у Малому Бельті. Юрген Вулленвебер втратив владу у Любеку. Водночас Кристіан III ліквідував усі привілеї Ганзи у Данії.
Позбувшись цієї загрози, данський король нарешті зміг зайнятися захоплення важливіших міст свого королівства — Копенгагена та Мальме. У липні 1536 року він завдав остаточної поразки своїм супротивникам на чолі із Хрістофером Ольденбурзьким, а повсталі міста здалися. Відтоді Кристіан став повновладним королем.

### Затвердження лютеранства
Проте Кристіан III вбачав у католицьких єпископах загрозу своїй владі. Вплив католиків у Державній раді Данії все ще залишався значним. До того ж сам король став лютеранином, а тому бажав навернення на свою віру усіх мешканців Данії. Тому спочатку Кристіан III 12 серпня 1536 року наказав заарештувати усіх католицьких єпископів — ворогів Реформації. Після цього 30 жовтня цього ж року оголосив щодо затвердження у державі лютеранських церковних звичаїв та організації, а маєтки католицьких єпископів було конфісковано.
У 1537 році відбулося остаточне формування засад Лютеранської церкви Данії на чолі із Кристіаном. Водночас він зміг стати королем Норвегії, де також запровадив лютеранство.
Відтоді стрижнем політики Кристіана III стала спілка з німецькими протестантськими князями та протидія прокатолицькій політиці імператора Карла V.

### Останні роки
У 1530-ті роки продовжувалася боротьба між німецькою та данською партіями при дворі Кристіана III. Тільки загроза з боку імператора Карла V змусила короля схилитися на бік своїх данських прихильників. Усі німці були відсторонені від посад, на які призначено представників данської аристократії.
У 1542 році Кристіан отримав суттєву фінансову допомогу для погашення своїх боргів перед гольштейнцями, щоб більше не залежати від німецьких найманців. У 1544 році Кристіан III також зміг укласти вигідну угоду з Карлом V. Того часу відбувся розподіл герцогств Шлезвігу та Гольштейну. Данії й Кристіану дісталося герцогство Шлезвіг, а його братам — Гольштейн.

## Сім'я
Дружина — Доротея (1511—1571), донька Магнуса I, герцога Саксен-Лауенбурзького
Діти:
- Ганна (1532—1585), дружина Августа Ветіна, курфюрста Саксонії
- Фредерік (1534—1588)
- Магнус (1540—1583), король Лівонії
- Іоган (1545—1622), герцог Шлезвіг-Гольштейн-Зондербург-Плон
- Доротея (1546—1617)

## Титул
| Дата    | Данською | Українською |
| ------- | --- | --- |
| 1536.IX | Wi Christiann met Gudßs Naade vduoldt Konning till Dannemarck och Norge, Hertug vdi Slesuig, Holdtstenn, Stormarnn och Dythmerschenn, Greffue vti Oldenburg och Delmenhorst. | Ми, Крістіан, милістю Божою, виборний король Данії і Норвегії, герцог Шлезвізький, Гольштейнський, Штормарнський і Дітмаршенський, граф Ольденбурзький і Дельменгорстський.              |
| 1537.Х  | Wij Christiann met gudts naade Danmarcks, Norges, Wendis och Gottis konning, hertug vdj Sleswiig, Holstenn, Stormarn oc Ditmersken, greffue vdj Oldenborg och Delmenhorst.   | Ми, Крістіан, милістю Божою, король Данії, Норвегії, вендів і готів, герцог Шлезвізький, герцог Гольштейнський, Штормарнський і Дітмаршенський, граф Ольденбурзький і Дельменгорстський. |

## Герб

Герб Крістіана III

Щит розтятий і перетятий срібним хрестом із червоними краями (Данський хрест).
- У першому (верхньому правому) золотому полі із дев'ятьма червоними серцями три сині крокуючі леви-леопарди із червоним озброєнням (пазурами) і язиками, у золотих коронах (Данія);
- У другому (верхньому лівому) червоному полі золотий здиблений лев у золотій короні, який тримає лапами срібну сокиру (Норвегія);
- У третьому (нижньому правому) синьому полі три золоті корони (Швеція);
- У четвертому (нижньому лівому) золотому полі синій лев-леопард, під яким дев'ять червоних сердець (Готія);
- У червоному підніжжі золотий дракон (Вендія / Вандалія);

По центру щиток, розтятий і перетятий:
- У першому золотому полі два сині леви-леопарди із червоними язиками (Шлезвіг);
- У другому червоному полі срібний листочок кропиви із щитком, перетятим на срібло і червінь (Гольштейн);
- У третьому червоному полі срібний лебідь із короною на шиї (Штормарн);
- У четвертому золотому полі дві червоні балки (Ольденбург)

На великій (маєстатичній) печатці Крістіана III представлені усі складові його великого герба: Данія (хрест і три леви-леопарди), Норвегія (лев із сокирою), Швеція (корони), Шлезвіг (два леви-леопарди), Гольштейн (кропива), Готія (лев-леопард із серцями), Штормарн (лебідь), Ольденбург (балки з хрестами) і Вендія (дракон).
Приблизно такий самий герб, але без шведських корон, фігурує на срібних данських ригсдалерах, викарбуваних за правління Крістіана III в 1537 році.
На першій Біблії данською мовою, що вийшла 1550 року з волі Крістіана III, зображено його великий герб.

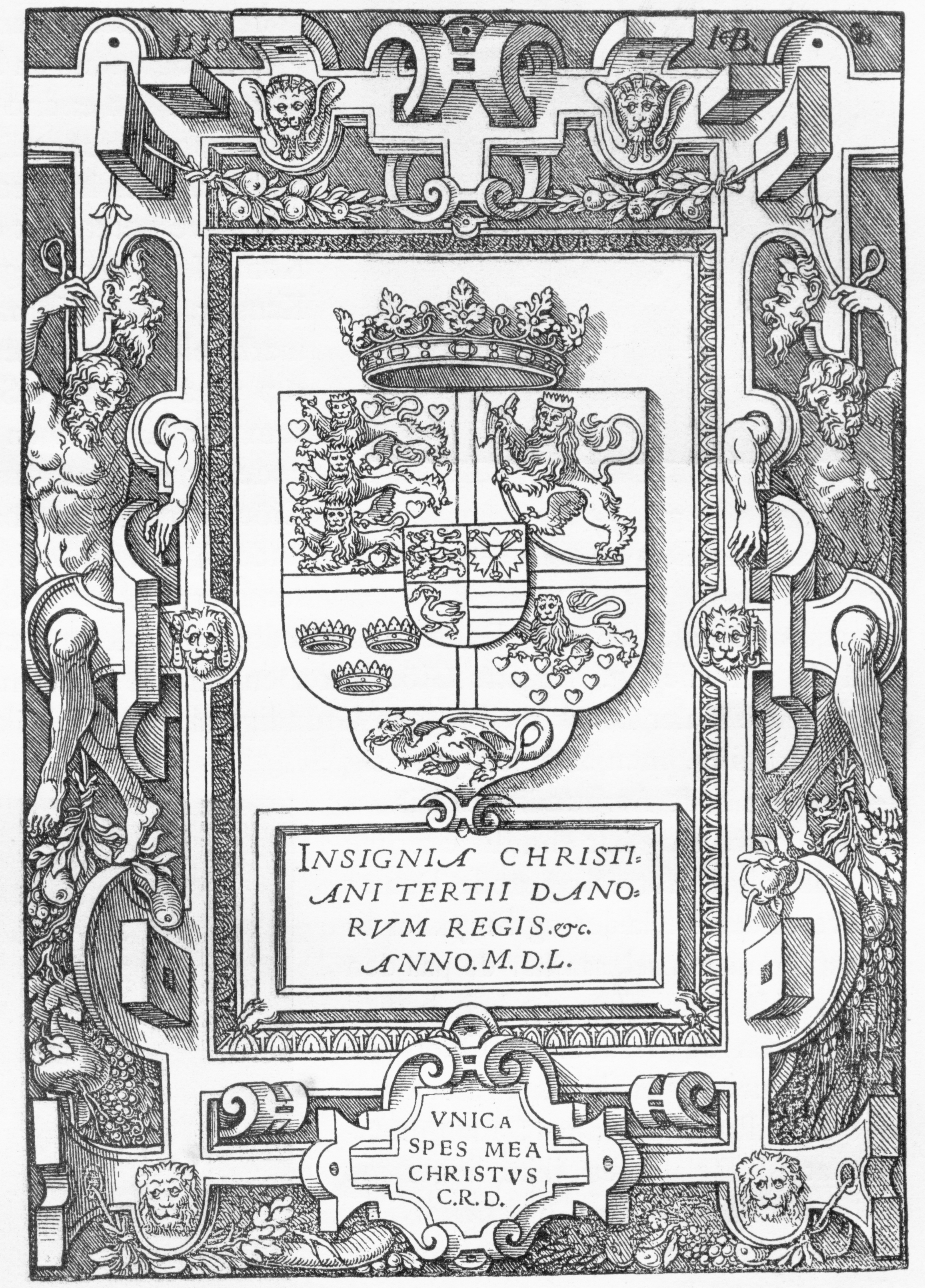
Біблія. 1550
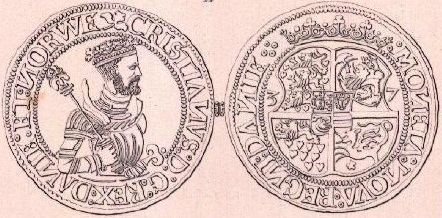
Талер. 1537
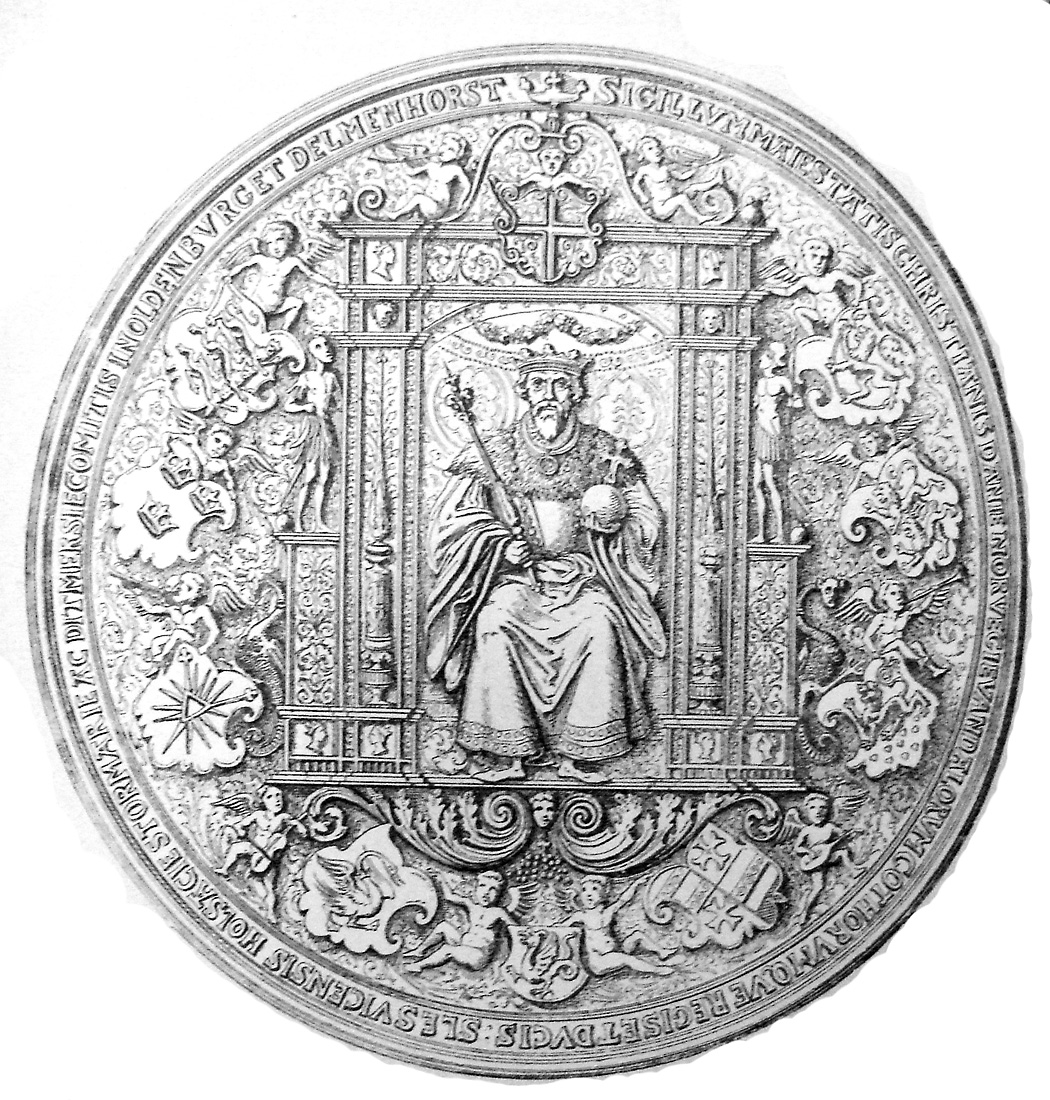
Велика печатка
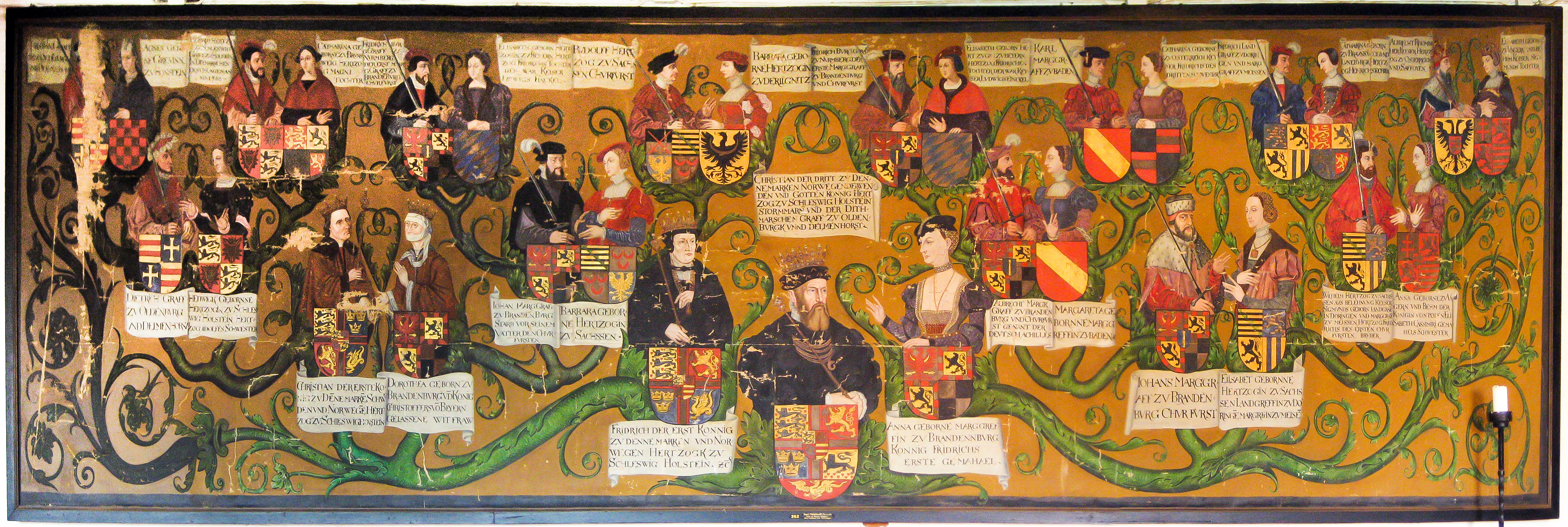
Родовід